# Suwa (Nagano)
Suwa (諏訪市 Suwa-shi?) es una ciudad localizada en la prefectura de Nagano, Japón. En marzo de 2019 tenía una población de 48.972 habitantes en 20.698 hogares y una densidad de población de 450 personas por km². Su área total es de 109,17 km².

## Geografía

### Municipios circundantes
- Prefectura de Nagano
  - Okaya
  - Chino
  - Ina
  - Tatsuno
  - Minowa
  - Shimosuwa
  - Nagawa

## Demografía
Según datos del censo japonés, la población de Suwa alcanzó su punto máximo alrededor del año 2000 y ha disminuido desde entonces.
| Año del censo | Población |
| ------------- | --------- |
| 1970          | 48.125    |
| 1980          | 50.558    |
| 1990          | 52.464    |
| 2000          | 53.858    |
| 2010          | 51.211    |